# پورسومبات
پورسومبات (به مجاری:  Pórszombat) یک منطقهٔ مسکونی در مجارستان است که در ناحیه لنتی واقع شده‌است.